# 陈先霖
陈先霖（1928年9月27日—2009年1月31日），男，汉族，四川遂宁人，中国冶金机械专家，北京科技大学教授，中国工程院院士。

## 生平
1949年，毕业于交通大学。1995年，当选中国工程院院士。